# 鹅去氧胆酸
鹅去氧胆酸（英語：Chenodeoxycholic acid，或chenocholic acid、chenodesoxycholic acid，也被称为3α,7α-二羟基-5β-胆烷-24-羧酸，3α,7α-dihydroxy-5β-cholan-24-oic acid）是一种胆汁酸，它是白色晶体物质，不溶于水，但溶于乙醇和乙酸，熔点为165–167°C。鹅去氧胆酸与胆酸是肝脏生产的胆汁的两大主要成分。
鹅去氧胆酸最早分离自家鹅的胆汁，因而有了“鹅”（英语"cheno"，希腊语： χήν ）的前缀。